# John Slade
John Slade (Hans Schlesinger) (30. svibnja 1908. – 12. rujna 2005.) je bivši njemački i američki hokejaš na travi. Igrao je na mjestu vratara.
Rodio se u Njemačkoj.
Bio je vrhunskim vratarom. Nakon donesenih antižidovskih zakona, bavljenjem športom mu je kao Židovu postajalo znatno otežanim. Stoga je 1935. napustio Njemačku i emigrirao u SAD.
Sudjelovao je na hokejaškom turniru na OI 1948. u Londonu, igrajući za reprezentaciju SAD-a. SAD su izgubile sve 3 utakmice u prvom krugu, u skupini "B". Zauzele su od 5. – 13. mjesta. Slade je odigrao dva susreta. Bio je najstarijim igračem američke reprezentacije na tom turniru. Nastupio je s 40 godina.
Igrao je za Westchester Field Hockey Club.

## Vanjske poveznice
- Profil na Sports-Reference.com  Arhivirana inačica izvorne stranice od 3. ožujka 2012. (Wayback Machine)